# HD 88366
HD 88366，又名船底座S，CP-60 1701、SAO 250840、HR 3999，是船底座的一颗恒星，视星等为5.6，位于銀經284.85，銀緯-4.51，其B1900.0坐标为赤經10h 6m 10.6s，赤緯-61° -4.51′ 35″。